# 25e Critics' Choice Awards
De uitreiking van de 25e Critics' Choice Awards vond plaats op 12 januari 2020 in de Barker Hangar, een voormalige vliegtuighangar op het vliegveld van Santa Monica in Californië. Er werden prijzen uitgereikt in verschillende categorieën voor films en series uit het jaar 2019 in een ceremonie die voor de tweede keer werd gepresenteerd door Taye Diggs. De genomineerden werden op 8 december 2019 bekendgemaakt.

## Film - winnaars en genomineerden
De winnaars staan bovenaan in vet lettertype.

### Beste film
- Once Upon a Time in Hollywood
  - 1917
  - Ford v Ferrari
  - The Irishman
  - Jojo Rabbit
  - Joker
  - Little Women
  - Marriage Story
  - Parasite
  - Uncut Gems

### Beste mannelijke hoofdrol
- Joaquin Phoenix - Joker
  - Antonio Banderas - Pain and Glory
  - Robert De Niro - The Irishman
  - Leonardo DiCaprio - Once Upon a Time in Hollywood
  - Adam Driver - Marriage Story
  - Eddie Murphy - Dolemite Is My Name
  - Adam Sandler - Uncut Gems

### Beste vrouwelijke hoofdrol
- Renée Zellweger - Judy
  - Awkwafina - The Farewell
  - Cynthia Erivo - Harriet
  - Scarlett Johansson - Marriage Story
  - Lupita Nyong'o - Us
  - Saoirse Ronan - Little Women
  - Charlize Theron - Bombshell

### Beste mannelijke bijrol
- Brad Pitt - Once Upon a Time in Hollywood
  - Willem Dafoe - The Lighthouse
  - Tom Hanks - A Beautiful Day in the Neighborhood
  - Anthony Hopkins - The Two Popes
  - Al Pacino - The Irishman
  - Joe Pesci - The Irishman

### Beste vrouwelijke bijrol
- Laura Dern - Marriage Story
  - Scarlett Johansson - Jojo Rabbit
  - Jennifer Lopez - Hustlers
  - Florence Pugh - Little Women
  - Margot Robbie - Bombshell
  - Zhao Shuzhen - The Farewell

### Beste jonge acteur / actrice
- Roman Griffin Davis - Jojo Rabbit
  - Julia Butters - Once Upon a Time in Hollywood
  - Noah Jupe - Honey Boy
  - Thomasin McKenzie - Jojo Rabbit
  - Shahadi Wright Joseph - Us
  - Archie Yates - Jojo Rabbit

### Beste acteerensemble
- The Irishman
  - Bombshell
  - Knives Out
  - Little Women
  - Marriage Story
  - Once Upon a Time in Hollywood
  - Parasite

### Beste regisseur
- Bong Joon-ho - Parasite
- Sam Mendes - 1917
  - Noah Baumbach - Marriage Story
  - Greta Gerwig - Little Women
  - Josh Safdie en Benny Safdie - Uncut Gems
  - Martin Scorsese - The Irishman
  - Quentin Tarantino - Once Upon a Time in Hollywood

### Beste originele scenario
- Quentin Tarantino - Once Upon a Time in Hollywood
  - Noah Baumbach - Marriage Story
  - Rian Johnson - Knives Out
  - Bong Joon-ho en Han Jin-won - Parasite
  - Lulu Wang - The Farewell

### Beste bewerkte scenario
- Greta Gerwig - Little Women
  - Micah Fitzerman-Blue en Noah Harpster - A Beautiful Day in the Neighborhood
  - Anthony McCarten - The Two Popes
  - Todd Phillips en Scott Silver - Joker
  - Taika Waititi - Jojo Rabbit
  - Steven Zaillian - The Irishman

### Beste camerawerk
- Roger Deakins - 1917
  - Jarin Blaschke - The Lighthouse
  - Phedon Papamichael - Ford v Ferrari
  - Rodrigo Prieto - The Irishman
  - Robert Richardson - Once Upon a Time in Hollywood
  - Lawrence Sher - Joker

### Beste productieontwerp
- Barbara Ling en Nancy Haigh - Once Upon a Time in Hollywood
  - Mark Friedberg en Kris Moran - Joker
  - Dennis Gassner en Lee Sandales - 1917
  - Jess Gonchor en Claire Kaufman - Little Women
  - Lee Ha-jun - Parasite
  - Bob Shaw en Regina Graves - The Irishman
  - Donal Woods en Gina Cromwell - Downton Abbey

### Beste montage
- Lee Smith - 1917
  - Ronald Bronstein en Benny Safdie - Uncut Gems
  - Andrew Buckland en Michael McCusker - Ford v Ferrari
  - Yang Jin-mo - Parasite
  - Fred Raskin - Once Upon a Time in Hollywood
  - Thelma Schoonmaker - The Irishman

### Beste kostuumontwerp
- Ruth E. Carter - Dolemite Is My Name
  - Julian Day - Rocketman
  - Jacqueline Durran - Little Women
  - Arianne Phillips - Once Upon a Time in Hollywood
  - Sandy Powell en Christopher Peterson - The Irishman
  - Anna Robbins - Downton Abbey

### Beste grime en haarstijl
- Bombshell
  - Dolemite Is My Name
  - The Irishman
  - Joker
  - Judy
  - Once Upon a Time in Hollywood
  - Rocketman

### Beste visuele effecten
- Avengers: Endgame
  - 1917
  - Ad Astra
  - The Aeronauts
  - Ford v Ferrari
  - The Irishman
  - The Lion King

### Beste animatiefilm
- Toy Story 4
  - Abominable
  - Frozen II
  - How to Train Your Dragon: The Hidden World
  - I Lost My Body
  - Missing Link

### Beste actiefilm
- Avengers: Endgame
  - 1917
  - Ford v Ferrari
  - John Wick: Chapter 3 – Parabellum
  - Spider-Man: Far From Home

### Beste komedie
- Dolemite Is My Name
  - Booksmart
  - The Farewell
  - Jojo Rabbit
  - Knives Out

### Beste sciencefiction / horrorfilm
- Us
  - Ad Astra
  - Avengers: Endgame
  - Midsommar

### Beste niet-Engelstalige film
- Parasite
  - Atlantics
  - Les Misérables
  - Pain and Glory
  - Portrait of a Lady on Fire

### Beste nummer
- "Glasgow (No Place Like Home)" - Wild Rose
- "(I'm Gonna) Love Me Again" - Rocketman
  - "I'm Standing with You" - Breakthrough
  - "Into the Unknown" - Frozen II
  - "Speechless" - Aladdin
  - "Spirit" - The Lion King
  - "Stand Up" - Harriet

### Beste score
- Hildur Guðnadóttir - Joker
  - Michael Abels - Us
  - Alexandre Desplat - Little Women
  - Randy Newman - Marriage Story
  - Thomas Newman - 1917
  - Robbie Robertson - The Irishman

### Films met meerdere nominaties
De volgende films ontvingen meerdere nominaties:
| Nominaties | Film                                | Awards |
| ---------- | ----------------------------------- | ------ |
| 14         | The Irishman                        | 1      |
| 12         | Once Upon a Time in Hollywood       | 4      |
| 9          | Little Women                        | 1      |
| 8          | 1917                                | 3      |
| 8          | Marriage Story                      |        |
| 7          | Jojo Rabbit                         | 1      |
| 7          | Joker                               | 2      |
| 7          | Parasite                            | 2      |
| 5          | Ford v Ferrari                      |        |
| 4          | Bombshell                           | 1      |
| 4          | Dolemite Is My Name                 | 2      |
| 4          | The Farewell                        |        |
| 4          | Uncut Gems                          |        |
| 4          | Us                                  | 1      |
| 3          | Avengers: Endgame                   | 2      |
| 3          | Knives Out                          |        |
| 3          | Rocketman                           | 1      |
| 2          | Ad Astra                            |        |
| 2          | A Beautiful Day in the Neighborhood |        |
| 2          | Downton Abbey                       |        |
| 2          | Frozen II                           |        |
| 2          | Harriet                             |        |
| 2          | Judy                                | 1      |
| 2          | The Lighthouse                      |        |
| 2          | The Lion King                       |        |
| 2          | Pain and Glory                      |        |
| 2          | The Two Popes                       |        |

## Televisie - winnaars en genomineerden
De winnaars staan bovenaan in vet lettertype.

### Beste dramaserie
- Succession
  - The Crown
  - David Makes Man
  - Game of Thrones
  - The Good Fight
  - Pose
  - This Is Us
  - Watchmen

### Beste mannelijke hoofdrol in een dramaserie
- Jeremy Strong - Succession
  - Sterling K. Brown - This Is Us
  - Mike Colter - Evil
  - Paul Giamatti - Billions
  - Kit Harington - Game of Thrones
  - Freddie Highmore - The Good Doctor
  - Tobias Menzies - The Crown
  - Billy Porter - Pose

### Beste vrouwelijke hoofdrol in een dramaserie
- Regina King - Watchmen
  - Christine Baranski - The Good Fight
  - Olivia Colman - The Crown
  - Jodie Comer - Killing Eve
  - Nicole Kidman - Big Little Lies
  - Mj Rodriguez - Pose
  - Sarah Snook - Succession
  - Zendaya - Euphoria

### Beste mannelijke bijrol in een dramaserie
- Billy Crudup - The Morning Show
  - Asante Blackk - This Is Us
  - Asia Kate Dillon - Billions
  - Peter Dinklage - Game of Thrones
  - Justin Hartley - This Is Us
  - Delroy Lindo - The Good Fight
  - Tim Blake Nelson - Watchmen

### Beste vrouwelijke bijrol in een dramaserie
- Jean Smart - Watchmen
  - Helena Bonham Carter - The Crown
  - Gwendoline Christie - Game of Thrones
  - Laura Dern - Big Little Lies
  - Audra McDonald - The Good Fight
  - Meryl Streep - Big Little Lies
  - Susan Kelechi Watson - This Is Us

### Beste komedieserie
- Fleabag
  - Barry
  - The Marvelous Mrs. Maisel
  - Mom
  - One Day at a Time
  - PEN15
  - Schitt's Creek

### Beste mannelijke hoofdrol in een komedieserie
- Bill Hader - Barry
  - Ted Danson - The Good Place
  - Walton Goggins - The Unicorn
  - Eugene Levy - Schitt's Creek
  - Paul Rudd - Living with Yourself
  - Bashir Salahuddin - Sherman's Showcase
  - Ramy Youssef - Ramy

### Beste vrouwelijke hoofdrol in een komedieserie
- Phoebe Waller-Bridge - Fleabag
  - Christina Applegate - Dead to Me
  - Alison Brie - GLOW
  - Rachel Brosnahan - The Marvelous Mrs. Maisel
  - Kirsten Dunst - On Becoming a God in Central Florida
  - Julia Louis-Dreyfus - Veep
  - Catherine O'Hara - Schitt's Creek

### Beste mannelijke bijrol in een komedieserie
- Andrew Scott - Fleabag
  - Andre Braugher - Brooklyn Nine-Nine
  - Anthony Carrigan - Barry
  - William Jackson Harper - The Good Place
  - Daniel Levy - Schitt's Creek
  - Nico Santos - Superstore
  - Henry Winkler - Barry

### Beste vrouwelijke bijrol in een komedieserie
- Alex Borstein - The Marvelous Mrs. Maisel
  - D'Arcy Carden - The Good Place
  - Sian Clifford - Fleabag
  - Betty Gilpin - GLOW
  - Rita Moreno - One Day at a Time
  - Annie Murphy - Schitt's Creek
  - Molly Shannon - The Other Two

### Beste miniserie
- When They See Us
  - Catch-22
  - Chernobyl
  - Fosse/Verdon
  - The Loudest Voice
  - Unbelievable
  - Years and Years

### Beste televisiefilm
- El Camino: A Breaking Bad Movie
  - Brexit
  - Deadwood: The Movie
  - Guava Island
  - Native Son
  - Patsy & Loretta

### Beste mannelijke hoofdrol in een miniserie of televisiefilm
- Jharrel Jerome - When They See Us
  - Christopher Abbott - Catch-22
  - Mahershala Ali - True Detective
  - Russell Crowe - The Loudest Voice
  - Jared Harris - Chernobyl
  - Sam Rockwell - Fosse/Verdon
  - Noah Wyle - The Red Line

### Beste vrouwelijke hoofdrol in een miniserie of televisiefilm
- Michelle Williams - Fosse/Verdon
  - Kaitlyn Dever - Unbelievable
  - Anne Hathaway - Modern Love
  - Megan Hilty - Patsy & Loretta
  - Joey King - The Act
  - Jessie Mueller - Patsy & Loretta
  - Merritt Wever - Unbelievable

### Beste mannelijke bijrol in een miniserie of televisiefilm
- Stellan Skarsgård - Chernobyl
  - Asante Blackk - When They See Us
  - George Clooney - Catch-22
  - John Leguizamo - When They See Us
  - Dev Patel - Modern Love
  - Jesse Plemons - El Camino: A Breaking Bad Movie
  - Russell Tovey - Years and Years

### Beste vrouwelijke bijrol in een miniserie of televisiefilm
- Toni Collette - Unbelievable
  - Patricia Arquette - The Act
  - Marsha Stephanie Blake - When They See Us
  - Niecy Nash - When They See Us
  - Margaret Qualley - Fosse/Verdon
  - Emma Thompson - Years and Years
  - Emily Watson - Chernobyl

### Beste animatieserie
- BoJack Horseman
  - Big Mouth
  - The Dark Crystal: Age of Resistance
  - She-Ra and the Princesses of Power
  - The Simpsons
  - Undone

### Beste talkshow
- The Late Late Show with James Corden
- Late Night with Seth Meyers
  - Desus & Mero
  - Full Frontal with Samantha Bee
  - The Kelly Clarkson Show
  - Last Week Tonight with John Oliver

### Beste comedy special
- Live in Front of a Studio Audience: Norman Lear's All in the Family and The Jeffersons
  - Amy Schumer: Growing
  - Jenny Slate: Stage Fright
  - Ramy Youssef: Feelings
  - Seth Meyers: Lobby Baby
  - Trevor Noah: Son of Patricia
  - Wanda Sykes: Not Normal

### Series met meerdere nominaties
De volgende series ontvingen meerdere nominaties:
| Nominaties | Serie                           | Awards |
| ---------- | ------------------------------- | ------ |
| 6          | When They See Us                | 2      |
| 5          | Schitt's Creek                  |        |
| 5          | This Is Us                      |        |
| 4          | Barry                           | 1      |
| 4          | Chernobyl                       | 1      |
| 4          | The Crown                       |        |
| 4          | Fleabag                         | 3      |
| 4          | Fosse/Verdon                    | 1      |
| 4          | Game of Thrones                 |        |
| 4          | The Good Fight                  |        |
| 4          | Unbelievable                    | 1      |
| 4          | Watchmen                        | 2      |
| 3          | Big Little Lies                 |        |
| 3          | Catch-22                        |        |
| 3          | The Good Place                  |        |
| 3          | The Marvelous Mrs. Maisel       | 1      |
| 3          | Patsy & Loretta                 |        |
| 3          | Pose                            |        |
| 3          | Succession                      | 2      |
| 3          | Years and Years                 |        |
| 2          | The Act                         |        |
| 2          | Billions                        |        |
| 2          | El Camino: A Breaking Bad Movie | 1      |
| 2          | GLOW                            |        |
| 2          | The Loudest Voice               |        |
| 2          | Modern Love                     |        |
| 2          | One Day at a Time               |        |

## #SeeHer Award
- Kristen Bell[3]

## Lifetime Achievement Award
- Eddie Murphy[4]